# Portillo de Soria
Portillo de Soria est une commune espagnole de la province de Soria en Castille-et-León.